# Valdeaveruelo
Valdeaveruelo è un comune spagnolo di 1 048 abitanti situato nella comunità autonoma di Castiglia-La Mancia.
Il comune comprende la località di Sotolargo.